# Cantamos
Albums de Poco
Seven
(1974) Head Over Heels
(1975)
Cantamos est le septième album studio du groupe country rock américain Poco. Il est sorti le 1er novembre 1974 sur le label Epic Records et a été produit par le groupe.
Cet album, enregistré en août et septembre 1974 aux Record Plant de Los Angeles se classa à la 76e place du Billboard 200 aux États-Unis.

## Liste des titres
Face 1
1. Sagebrush Serenade (Rusty Young) - 4 min 58 s
2. Susannah (Paul Cotton) - 4 min 13 s
3. High And Dry (Young) - 4 min 55 s
4. Western Waterloo (Cotton) - 4 min 01 s

Face 2
1. One Horse Blue (Cotton) - 3 min 33 s
2. Bitter Blue (Timothy B. Schmit) - 3 min 20 s
3. Another Time Around (Cotton) - 5 min 01 s
4. Whatever Happened To Your Smile (Schmit) - 3 min 12 s
5. All The Ways (Young) - 3 min 27 s

## Musiciens pour L'enregistrement
- Paul Cotton : guitares, chant.
- Rusty Young : guitares, steel et slide, dobro, mandoline, chant.
- Timothy B. Schmit: basse, chant.
- George Grantham : batterie, percussions, chant.

## Charts
| Pays       | Durée du classement | Meilleur classement |
| ---------- | ------------------- | ------------------- |
| Canada     | 1 semaine           | 99e                 |
| États-Unis | 11 semaines         | 76e                 |